# Attalo (generale)
Attalo (in greco antico: Άτταλος?, Àttalos; 390 a.C. circa – 336 a.C.) è stato un militare macedone antico, importante cortigiano del re macedone Filippo II.

## Biografia
Nel 339 a.C. la nipote di Attalo, Cleopatra Euridice, sposò re Filippo II di Macedonia. Nella primavera del 336 a.C., Filippo II nominò Attalo e Parmenione comandanti delle truppe che avrebbero invaso l'impero persiano in Asia minore. Dopo l'assassinio di Filippo II e l'ascesa al trono di Alessandro Magno (ottobre del 336 a.C.), Cleopatra Euridice, i suoi due figli e Attalo furono tutti uccisi (Cleopatra Euridice potrebbe anche essersi suicidata dopo l'assassinio dei suoi due figli).
Secondo il racconto di Aristotele, allungato da Clitarco e Diodoro Siculo, Attalo aggredì sessualmente Pausania di Orestide come punizione per aver infangato la reputazione di un amico di Pausania, anche lui di nome Pausania, evento che portò alla morte di quest'ultimo Pausania. L'assassinio di Filippo II di Macedonia da parte di Pausania di Orestide era legato a questo fatto, visto che Pausania era scosso per il fatto che Filippo non aveva punito Attalo.
All'epoca dell'ascesa al trono di Alessandro, Attalo fu mandato in Asia minore con Parmenione e l'esercito macedone. Dopo la morte di Filippo, alcune fonti ostili affermano che Demostene scrisse una lettera ad Attalo promettendogli l'aiuto di Atene se loro due avessero fatto guerra ad Alessandro.
Attalo inviò le lettere di Demostene ad Alessandro e gli ribadì il suo sostegno; Alessandro, comunque, lo fece uccidere, ricordando che in passato lo aveva definito un bastardo.
Anche senza il risentimento tra i due uomini, Alessandro probabilmente stimò Attalo troppo ambizioso per poter essere lasciato in vita, e avrebbe avuto buone ragioni per vendicarsi dopo la morte di Cleopatra Euridice e dei suoi due bambini.

## Nella cultura di massa
- Nel film Alexander (2004), Attalo viene interpretato da Nick Dunning.